# Ольховое (озеро, Ленинский район Уфы)
Ольховое — озеро в Ленинском районе Уфы. Находится между посёлками Михайловка и Суровка. В него впадает река Сухая речка. Ольховое озеро — большое и неглубокое, располагается на границе поля и леса. С юго-востока находятся озеро Берёзовое и Духовое. Вокруг озера множество мелких озерков.
В официальных документах озеро упоминается в начале XVII в. в Уфимской приказной избе в связи с незаконным захватом земель. Далее оно встречается в переписи населения 1647 г.
Ныне озеро является удобным местом для рыбалки и отдыха уфимцев.